# Быковка (приток Еранки)
Быковка — река в России, протекает в Унинском и Немском районах Кировской области. Устье реки находится в 14 км по левому берегу реки Еранка. Длина реки составляет 14 км, площадь водосборного бассейна 36,4 км².
Исток реки в урочище Полом в Унинском районе в 23 км к юго-востоку от посёлка Богородское. Река течёт на юго-запад, протекает деревни Рагозы и Зуи (Марковское сельское поселение Немского района). Впадает в Еранку двумя километрами западнее деревни Рагозы.

## Данные водного реестра
По данным государственного водного реестра России относится к Камскому бассейновому округу, водохозяйственный участок реки — Вятка от водомерного поста посёлка городского типа Аркуль до города Вятские Поляны, речной подбассейн реки — Вятка. Речной бассейн реки — Кама.
Код объекта в государственном водном реестре — 10010300512111100039757.